# Grenzeloos Verraad
Grenzeloos Verraad is een Nederlandse film uit 2023 onder regie van Thomas Nauw en Dennis Bots, met een scenario geschreven door Peter Nillesen en Rob Camies. De hoofdrollen worden gespeeld door onder anderen Peter Nillesen, Kai Kolder, Berit Reinou, Dirk Gunther Mohr en Andreas Lessig. Het merendeel van de film speelt zich af in de provincie Drenthe.
Het verhaal draait om Ludwig Mengelberg (gespeeld door Peter Nillesen), een Duits-Nederlandse officier bij de Wehrmacht. Hij wordt overgeplaatst naar Nederland, waar hij besluit een gezin te helpen bij het verbergen van onderduikers. Hierdoor zet Mengelberg niet alleen zijn eigen leven op het spel, maar ook dat van het gezin en de onderduikers die hij probeert te helpen.
De film was vanaf 30 maart 2023 te zien in de bioscopen. De landelijke première vond plaats op 27 maart 2023 in het Atlas Theater in Emmen. Er zullen tevens Duitse en Amerikaanse versies van de film op de markt komen. De film verscheen ook op Netflix.
Grenzeloos Verraad is gemaakt met hulp van ongeveer 400 vrijwilligers, vooral daarom kon er gebruik worden gemaakt van een beperkt budget.

## Verhaal
Het is januari 1945 en Oberleutnant Ludwig Mengelberg, een Duits-Nederlandse officier bij de Wehrmacht, krijgt het steeds moeilijker naarmate de Tweede Wereldoorlog vordert. Der Fliegende Holländer (zoals zijn bijnaam luidt) wordt geconfronteerd met verschrikkingen en moeilijke keuzes. Zo moet hij, in opdracht van zijn superieuren, een groep gevangengenomen partizanen executeren. Mengelberg raakt in gewetensnood en stort in wanneer hij bericht krijgt dat zijn vrouw en dochter zijn omgekomen bij een bombardement aan het front. Hij wordt overgeplaatst van het Oostfront naar Drenthe, waar de Duitse bezetters vechten tegen de richting Groningen oprukkende geallieerden. Het boerengezin Wesseling schrikt als Mengelberg bij hen wordt ingekwartierd, omdat er onderduikers in het naastgelegen bos verblijven. Na enige tijd ontdekt Mengelberg het onderduikershol, maar het verhaal neemt een bizarre wending wanneer hij verliefd wordt op een joodse onderduikster en een relatie met haar begint. In deze riskante situatie zet hij niet alleen zijn eigen leven op het spel, maar ook dat van het boerengezin en de onderduikers die hij probeert te helpen via een list.
Zowel de SS als het Nederlands verzet wantrouwen Mengelberg, waardoor hij in een lastig parket komt.
'Grenzeloos Verraad' is een verhaal over een strijd tussen eer en geweten tijdens de oorlog. De film speelt zich voornamelijk af in Drenthe en is opgenomen op verschillende locaties in Drenthe (onder andere in Industrieel Smalspoor Museum, Veenpark en Ellert en Brammertmuseum), Salland, Twente en Duitsland.

## Rolverdeling
| Acteur             | Personage                        |
| ------------------ | -------------------------------- |
| Peter Nillesen     | Oberleutnant Ludwig Mengelberg   |
| Dirk Gunther Mohr  | Martin Schoonma                  |
| Andreas Lessig     | Andreas                          |
| Gerhard Meijer     | boer en verzetsman Jan Wesseling |
| Ingrid Bisschop    | boerin Fenna Wesseling           |
| Dennis van Ooyen   | boerenzoon Hendrik Wesseling     |
| Paul Pfeiffer      | Hauptmann Wegman                 |
| Allard Geerlings   | Luitenant de Vries               |
| Theo Brink         | Sergeant Wijbrands               |
| Anne Telders       | Mindel                           |
| Isa Zwart          | Maartje                          |
| Roman Khan         | Ibrahim Asem                     |
| Roy van Kleef      | Harm                             |
| Jelland Sprang     | Evert                            |
| Bert Olsder        | Levi van Praag                   |
| Diana Olsder-Koers | Zarah van Praag                  |
| Vera Fetisova      | Russisch partizanenleider        |
| Nico van Gijn      | Nederlands verzetsman            |
| Robby Prinsen      | Nederlands verzetsman            |
| Erik Hulzebosch    | Nederlands verzetsman            |
| Bouke Scholten     | Nederlands verzetsman            |
| Laurent Cecillon   | Frans SAS commando               |
| Martin Trouborst   | Prins Bernard                    |
| Berit van de Wouw  | Zelda                            |
| Kai Kolder         | Roelfsjan                        |
| Corrina de Bruin   | Jutta Mengelberg                 |
| Anja de Bruin      | Lena Mengelberg                  |
| Benjamin Gijzel    | Heinrich Mengelberg              |
| Flynn Stoelhorst   | jonge Ludwig                     |
| Trea Alers         | moeder van Ludwig                |
| Tomas Delema       | vriendje van Ludwig              |

## Prijzen
Grenzeloos Verraad viel diverse keren in de prijzen. Zo won productiebedrijf ZOD-film met de film in 2023 de Drentse Anjer Prijs.
In 2025 kreeg de film in Nice de prijs in de categorie 'beste trailer'.